# Červenka
Červenka (Duits: Schwarzbach) is een Tsjechische gemeente in de regio Olomouc, en maakt deel uit van het district Olomouc. Červenka telt 1261 inwoners (2006). Binnen de grenzen van de gemeente bevindt zich twee stations Červenka, gelegen aan de spoorlijnen van Česká Třebová naar Bohumín en van Červenka naar Prostějov, en Červenka zastávka, ook aan de lijn Červenka-Prostějov. Červenka ligt aan de rand van het Chráněná krajinná oblast Litovelské Pomoraví.

## Geschiedenis
- 1287 – De eerste schriftelijke vermelding van Červenka.
- 1960 – De toenmalige gemeente Červenka gaat samen met Tří Dvorů tot de nieuwe gemeente Červenka.
- 1976 – De gemeente Červenka gaat op in Litovel.
- 1990 – De gemeente Červenka wordt weer zelfstandig, Tří Dvorů blijft onder Litovel vallen.[1]

## Aanliggende gemeenten
| Aangrenzende gemeenten | Aangrenzende gemeenten | Aangrenzende gemeenten | Aangrenzende gemeenten | Aangrenzende gemeenten |
| ---------------------- | ---------------------- | ---------------------- | ---------------------- | ---------------------- |
|                        |                        | Uničov                 |                        |                        |
|                        |                        |                        |                        |                        |
| Bílá Lhota             |                        |                        |                        |                        |
|                        |                        |                        |                        |                        |
| Mladeč                 |                        | Litovel                |                        |                        |

Babice · Bělkovice-Lašťany · Bílá Lhota · Bílsko · Blatec · Bohuňovice · Bouzov · Bukovany · Bystročice · Bystrovany · Červenka · Charváty · Cholina · Daskabát · Dlouhá Loučka · Dolany · Doloplazy · Domašov nad Bystřicí · Domašov u Šternberka · Drahanovice · Dub nad Moravou · Dubčany · Grygov · Haňovice · Hlásnice · Hlubočky · Hlušovice · Hněvotín · Hnojice · Horka nad Moravou · Horní Loděnice · Hraničné Petrovice · Huzová · Jívová · Komárov · Kozlov · Kožušany-Tážaly · Krčmaň · Křelov-Břuchotín · Liboš · Lipina · Lipinka · Litovel · Loučany · Loučka · Luběnice · Luká · Lutín · Lužice · Majetín · Medlov ·
Měrotín · Město Libavá · Mladeč · Mladějovice · Moravský Beroun · Mrsklesy · Mutkov · Náklo · Náměšť na Hané · Norberčany · Nová Hradečná · Olbramice · Olomouc · Paseka · Pňovice · Přáslavice · Příkazy · Řídeč · Samotišky · Senice na Hané · Senička · Skrbeň · Slatinice · Slavětín · Štarnov · Štěpánov · Šternberk · Strukov · Střeň · Suchonice · Šumvald · Svésedlice · Těšetice · Tovéř · Troubelice · Tršice · Újezd · Uničov · Ústín · Velká Bystřice · Velký Týnec · Velký Újezd · Věrovany · Vilémov · Vojenský újezd Libavá · Želechovice · Žerotín